# Championnat de Pologne de hockey sur glace
Le championnat de Pologne de hockey sur glace, qui porte actuellement le nom de « Polska Hokej Liga » (PHL), est le plus haut niveau polonais de hockey sur glace. Elle a été créée en 1925. L'équipe vainqueur du championnat est désignée la championne de Pologne de hockey sur glace, tandis que la plus faible équipe est reléguée en I liga. L'organisation du championnat polonais a été initialement géré par l’Association polonaise de hockey sur glace de 1925 à 1999. Depuis 1999 l'organisation est confié à la Ligue polonaise de hockey (ligue professionnelle depuis la saison 1999-2000). Durant la période 1955-1999 la PHL se nommait leI liga. De 1999 à 2013 elle se nommait Polska Liga Hokejowa (La ligue polonaise de hockey sur glace). À l'heure actuelle la ligue regroupe 11 équipes.

## Historique

Ancien logo de la PHL.

Le championnat polonais débute en 1925-1926. À l'époque, il s'agit d'un système composé de tournois régionaux. Les tournois se scindent en deux étapes. Les meilleures équipes sont qualifiées pour le tournoi final, dont le vainqueur est déclaré champion national. En 1938, la Fédération polonaise de hockey sur glace décide de réorganiser le championnat en créant une ligue. Ce projet est abandonné en raison du déclenchement de la Seconde Guerre mondiale. Il faut attendre 1955 pour voir apparaître leI liga.

## Équipes

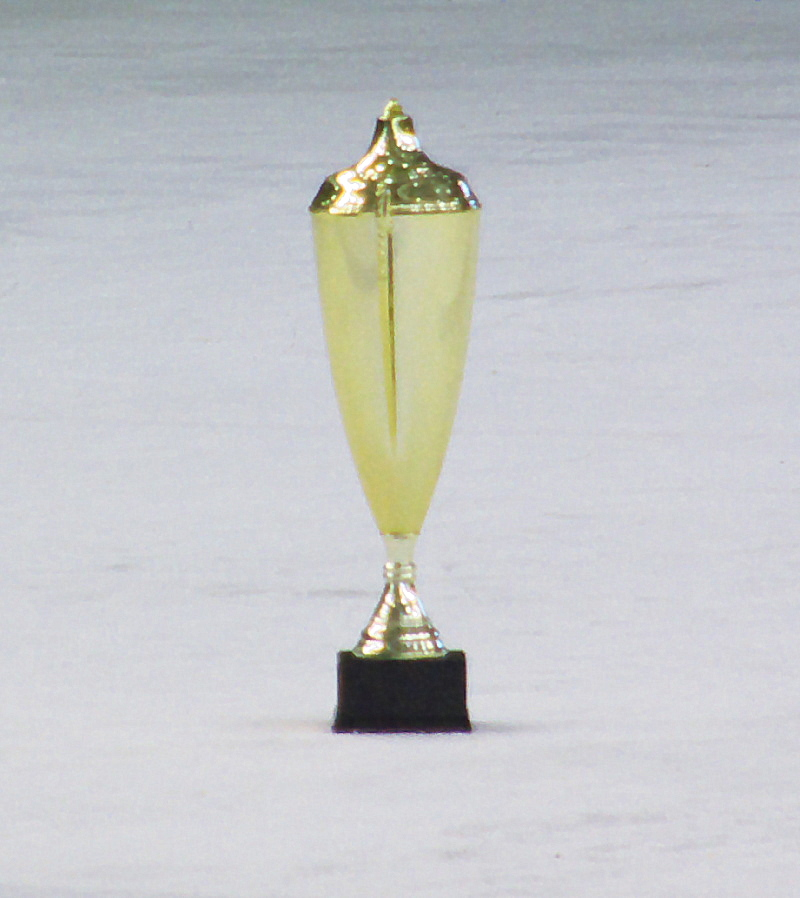
Trophée du champion de Pologne de hockey sur glace.

Les équipes engagées pour la saison 2019-20 :
| Équipe                 | Ville            | Patinoire              | Capacité |
| ---------------------- | ---------------- | ---------------------- | -------- |
| Comarch Cracovia       | Cracovie         | Adam « Roch » Kowalski | 2 514    |
| JKH GKS Jastrzębie     | Jastrzębie-Zdrój | Jastor                 | 1 986    |
| KH GKS Katowice        | Katowice         | « Satelita » Spodek    | 1 500    |
| GKS Tychy              | Tychy            | Stadion Zimowy         | 2 535    |
| KH Energa Toruń        | Toruń            | Tor-Tor                | 2 997    |
| Lotos PKH Gdańsk       | Gdańsk           | Hala Olivia            | 3 867    |
| Podhale Nowy Targ      | Nowy Targ        | Miejska Hala Lodowa    | 3 500    |
| Naprzód Janów          | Janów (Katowice) | Jantor                 | 1 417    |
| Re-Plast Unia Oświęcim | Oświęcim         | Hala Lodowa MOSiR      | 5 000    |
| SMS PZHL Katowice      | Katowice         | « Satelita » Spodek    | 1 500    |
| KH Zagłębie Sosnowiec  | Sosnowiec        | Stadion Zimowy         | 3 500    |

## Palmarès
| Rang | Clubs               | Titre(s) | Année(s) |
| ---- | ------------------- | -------- | --- |
| 1er  | Podhale Nowy Targ   | 19       | 1966, 1969, 1971, 1972, 1973, 1974, 1975, 1976, 1977, 1978, 1979, 1987, 1993, 1994, 1995, 1996, 1997, 2007, 2010 |
| 2e   | Legia Warszawa      | 13       | 1933, 1951, 1952, 1953, 1954, 1955, 1956, 1957, 1959, 1961, 1963, 1964, 1967                                     |
| 3e   | KS Cracovia         | 12       | 1937, 1946, 1947, 1948, 1949, 2006, 2008, 2009, 2011, 2013, 2016, 2017                                           |
| 4e   | Unia Oświęcim       | 8        | 1992, 1998, 1999, 2000, 2001, 2002, 2003, 2004                                                                   |
| 4e   | Górnik/GKS Katowice | 8        | 1958, 1960, 1962, 1965, 1968, 1970, 2022, 2023                                                                   |
| 6e   | Polonia Bytom       | 6        | 1984, 1986, 1988, 1989, 1990, 1991                                                                               |
| 7e   | AZS Warszawa        | 5        | 1927, 1928, 1929, 1930, 1931                                                                                     |
| 7e   | Zagłębie Sosnowiec  | 5        | 1980, 1981, 1982, 1983, 1985                                                                                     |
| 9e   | GKS Tychy           | 4        | 2005, 2015, 2018, 2019                                                                                           |
| 10e  | KH Sanok            | 2        | 2012, 2014 |
| 11e  | Pogoń Lwów          | 1        | 1933 |
| 11e  | AZS Poznań          | 1        | 1934 |
| 11e  | Czarni Lwów         | 1        | 1935 |
| 11e  | Dąb Katowice        | 1        | 1939 |
| 11e  | KTH Krynica         | 1        | 1950 |
|      | Total               | 85       | |